# Neumann M 49

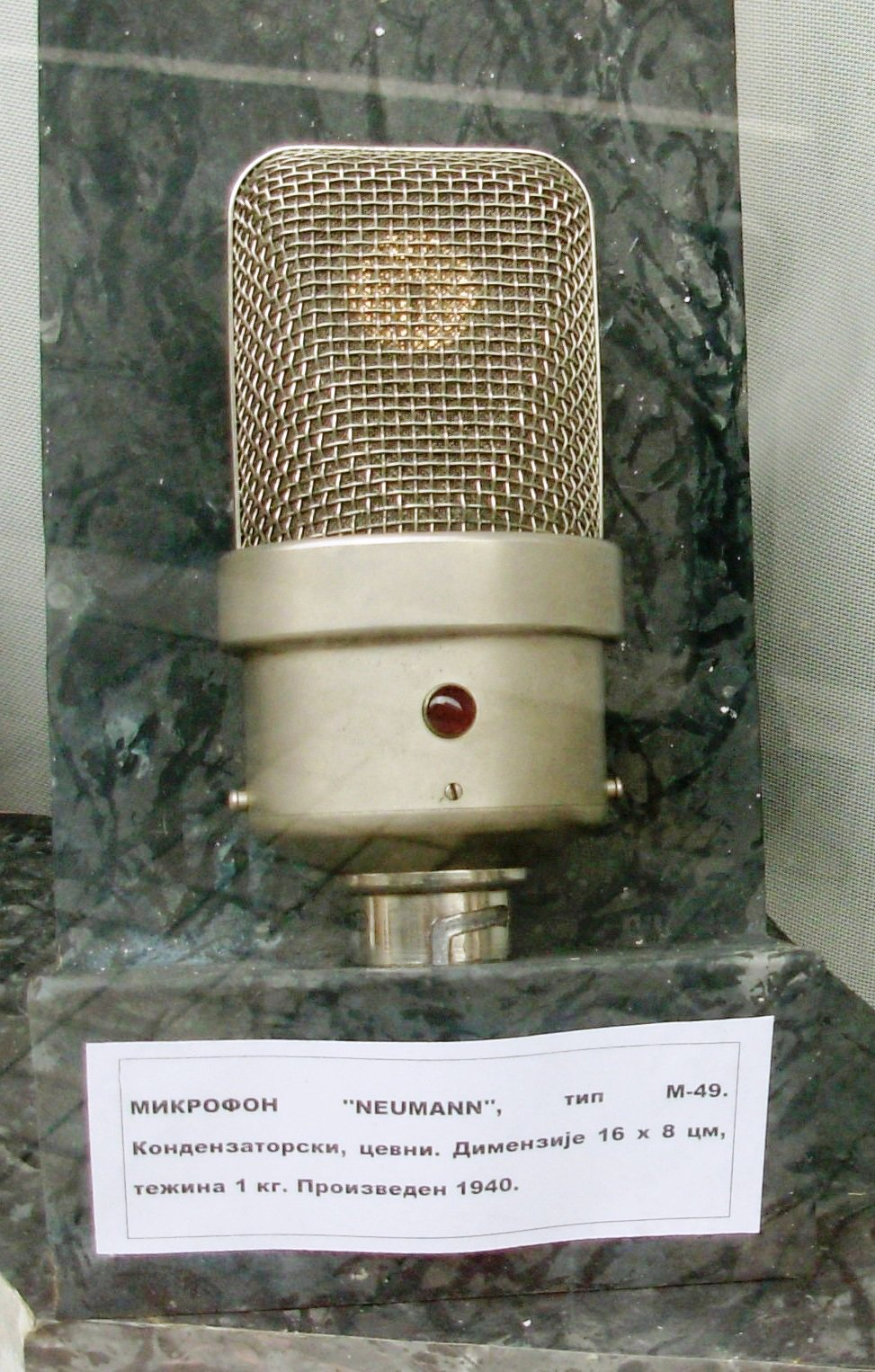
Microfono Neumann M 49

Il Neumann M 49 è un microfono a condensatore a diaframma largo del produttore tedesco Georg Neumann GmbH. È stato il primo microfono con uno schema polare controllabile a distanza.

## Storia e tecnologia

### Il Neumann M 49 tra anni '50 e '60

André Berner sul palco dell' Amateur-Jazzfestival di Zurigo con un Neumann M49

Il Neumann M 49 fu sviluppato in collaborazione con la Northwest German Broadcasting Corporation (NWDR). Il microfono utilizzava la stessa capsula a diaframma largo del precedente U 47. Il brevetto fu depositato nel 1949 e fu introdotto nel mercato nel 1951. L' M 49 ottenne subito un enorme successo divenendo presto un microfono standard per trasmissioni radiofoniche tedesche, nonché un punto di riferimento nelle riprese di sale d'orchestra.
La capsula originaria era la M 7, poi sostituita nel 1960 con la K 49, molto simile alla K 47 utilizzata nei Neumann U 47. Anche il tubo, che originariamente era l'Hiller MSC2 fu sostituito nel 1960 con il tubo a basso rumore AC 701 K. La versione così rinnovata portava la sigla M 49 B, che precedette il modello con marginali modifiche chiamato Neumann M 49 C.
Tutte le versioni dell'M 49 avevano la griglia inclinata che evitava la generazione di onde stazionarie all'interno. Dal punto di vista estetico utilizzarono un piccolo cerchio rosso per distinguerli dal modello M 50 dall'aspetto molto simile.
Questo microfono divenne così un classico della musica jazz degli anni '50 e '60, anche grazie ad autori come Miles Davis e Duke Ellington, ma nel corso del tempo fu usato in molti album divenuti poi dei classici di pop come Aretha Franklin, Barbara Streisand, Simon and Garfunkel.

### Il Neumann M 49 nei modelli successivi

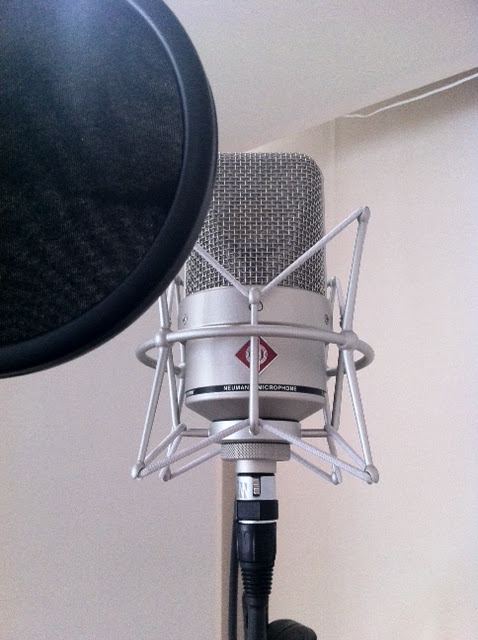
Microfono Neumann TLM 49

Il modello Neumann M 249, progettato nel 1961 ed introdotto solo nel 1974 vi era invece un connettore Tuchel.
In seguito fu prodotto il Neumann TLM 49, che differisce dai suoi predecessori principalmente nel circuito elettronico. Invece dei tubi elettronici, l'amplificatore principale del TLM 49 utilizza una tecnologia a stato solido senza trasformatore, ma con uno speciale design del suono che riproduce fedelmente i suoni dei circuiti a valvole. A tal fine, il TLM 49 produce intenzionalmente una morbida saturazione a livelli di pressione sonora più elevati, risultando in un valore SPL massimo apparentemente basso di 110 dB per 0,5% THD, che sale lentamente al 5% a 129 dB SPL.